# Burton Downing
Burton Cecil Downing (San Jose, 5 februari 1885 - Red Bank, 1 januari 1929) was een Amerikaans wielrenner.
Downing won tijdens Olympische Zomerspelen 1904 in eigen land zes  medailles en waaronder twee gouden medailles.

## Resultaten
| Jaar | WK | Olympische Zomerspelen                                     |
| ---- | -- | ---------------------------------------------------------- |
| 1904 |    | 1/4 mijl · 1/3 mijl · 1/2 mijl · 1 mijl · 2 mijl · 25 mijl |